# اپسارا اینترنشنال ایر
اپسارا اینترنشنال ایر (به انگلیسی: Apsara International Air) یک شرکت هواپیمایی با کد یاتا IP است که در تاریخ ۲۰۱۳ میلادی تأسیس شده و در تاریخ ۸ اکتبر ۲۰۱۴ فعالیتش را آغاز کرده‌است. دفتر مرکزی اپسارا اینترنشنال ایر در سیه‌م رئاپ، کامبوج واقع شده‌است و قطب این شرکت هواپیمایی در فرودگاه بین‌المللی سیم ریپ قرار دارد و به ۱ مقصد، پرواز انجام می‌دهد.